# Jacqueline Saburido
Jacqueline Saburido, née le 20 décembre 1978 à Caracas (Venezuela) et morte le 20 avril 2019 à Guatemala (Guatemala), est une journaliste et porte-parole vénézuélienne.
Survivante d'un accident de voiture provoqué par un conducteur ivre, Reggie Stephey, un joueur de football américain de notoriété locale, en septembre 1999 à Austin mais gravement brûlée sur plus de 60 % de son corps et défigurée, elle rend publiques ses mutilations pour sensibiliser l'opinion publique aux conséquences potentiellement dramatiques de la conduite en état d'ivresse.
En juin 2001, Reggie Stephey est condamné à 20 000 $ d'amende et sept ans d'emprisonnement pour double homicide (deux personnes ont péri dans l'accident). Il est sorti de prison le 24 juin 2008, pour retourner chez sa mère, près de Lake Travis.

## Biographie
Jacqueline Saburido est la fille unique de Rosalia (aujourd'hui décédée) et Amadeo Saburido. Au moment de l'accident, elle vit avec son père au Venezuela où elle poursuit des études d'ingénieur dans le but de reprendre l'entreprise familiale de climatisation. Pour parfaire son anglais, elle s'expatrie à Austin au Texas (États-Unis). 

### L'accident
Le 19 septembre 1999, Jacqueline Saburido assiste à un anniversaire près d'Austin. Après quelques heures, elle décide de rentrer avec ses amis Laura Guerrero, Johan Daal et Johann Gil. Une camarade de classe, Natalia Chpytchak Bennett, les raccompagne en voiture.
Pendant ce temps, Reggie Stephey, un lycéen de 17 ans, rentre chez lui au volant de son véhicule, après avoir consommé de l'alcool lors d'une fête, bien que la loi l'interdise aux moins de 21 ans. Son taux d'alcoolémie sera évalué à 1,3 g/l, dépassant largement la limite de 0,8 g/l autorisée pour les plus de 21 ans.
Peu de temps après, c'est dans la banlieue d'Austin que se produit l'accident, le véhicule de Reggie vient percuter de plein fouet celle de Bennett, à bord de laquelle se trouvent Jacqueline et ses amis.
Laura Guerrero et  Natalia Chpytchak Bennett meurent sur le coup. Johann Gil et Johann Daal ne sont que légèrement blessés. Stephey n'a aucune blessure et a été sauvé grâce au coussin gonflable de sécurité. Mais le pied de Jacqueline est coincé sous un siège, la rendant prisonnière du véhicule. La voiture prend feu. Deux ambulanciers, John McIntosh et Bryan Fitzpatrick, passent en voiture à proximité lorsque le jeune conducteur les interpelle. Lorsqu'ils arrivent, les flammes ont gagné du terrain et montent déjà à plusieurs mètres de haut. McIntosh parvient à les maîtriser avec un extincteur et décide avec son collègue d'extraire les victimes.
Mais Jacqueline Saburido reste prise au piège, alors que le feu reprend, forçant les deux ambulanciers à s'écarter. Jacqueline Saburido reste coincée à l'intérieur du véhicule en flammes pendant 45 secondes de plus, jusqu'à l'arrivée d'un camion de pompier qui éteint définitivement l'incendie. Elle est enfin extraite du véhicule et transportée à l'unité des brûlés de Galveston.
Jacqueline Saburido souffre de brûlures au second et troisième degrés sur plus de 60 % de son corps. Elle survit malgré tout, grâce à l'intervention rapide des médecins. Tous ses doigts sont amputés, seul son pouce gauche est sauvé. Elle a perdu ses cheveux, ses oreilles, son nez, sa lèvre inférieure, sa paupière gauche et une grande partie de sa vision. Elle subit plus de 120 opérations depuis l'accident, dont des greffes de la cornée qui lui permettent de retrouver  l'usage de son œil gauche. D'autres opérations ont également lieu, au niveau de ses mains dont elle retrouve un usage partiel, ainsi que des greffes au niveau du nez.[réf. souhaitée]

### Décès
Jacqueline Saburido décède d'un cancer le 20 avril 2019 à Guatemala, ville dans laquelle elle s'était installée il y a plusieurs années pour pouvoir y bénéficier de soins de meilleure qualité que dans son Venezuela natal.